# Discografia degli Starset
La discografia degli Starset, gruppo musicale alternative metal statunitense attivo dal 2013, comprende quattro album in studio, un EP, e oltre venti singoli e video musicali.

## Album in studio
| Anno | Titolo | Classifiche | Classifiche | Classifiche |
| Anno | Titolo | USA         | AUT         | CAN         |
| ---- | --- | ----------- | ----------- | ----------- |
| 2014 | Transmissions - Pubblicato: 8 luglio 2014 - Etichetta: Razor & Tie - Formati: CD, LP, download digitale, streaming           | 49          | —           | —           |
| 2017 | Vessels - Pubblicato: 20 gennaio 2017 - Etichetta: Razor & Tie - Formati: CD, 2 CD, 2 LP, 3 LP, download digitale, streaming | 11          | 56          | 60          |
| 2019 | Divisions - Pubblicato: 13 settembre 2019 - Etichetta: Fearless - Formati: CD, LP, download digitale, streaming              | 37          | —           | —           |
| 2021 | Horizons - Pubblicato: 22 ottobre 2021 - Etichetta: Fearless - Formati: CD, LP, download digitale, streaming                 | —           | —           | —           |

## Extended play
| Anno | Titolo                                                                                                |
| ---- | --- |
| 2015 | Remixes - Pubblicato: 14 agosto 2015 - Etichetta: Razor & Tie - Formati: download digitale, streaming |

## Singoli
| Anno | Titolo                                                 | Classifiche | Classifiche | Classifiche | Certificazioni | Album di provenienza |
| Anno | Titolo                                                 | USA Hard    | USA Main.   | USA Rock    | Certificazioni | Album di provenienza |
| ---- | ------------------------------------------------------ | ----------- | ----------- | ----------- | -------------- | -------------------- |
| 2013 | My Demons                                              | —           | 5           | 36          | - USA: Platino | Transmissions        |
| 2014 | Carnivore                                              | —           | 16          | —           |                | Transmissions        |
| 2016 | Monster                                                | —           | 2           | 27          |                | Vessels              |
| 2017 | Satellite                                              | —           | 12          | —           |                | Vessels              |
| 2018 | Ricochet                                               | —           | —           | 49          |                | Vessels              |
| 2018 | Bringing It Down                                       | —           | —           | —           |                | Vessels 2.0          |
| 2018 | Die for You                                            | —           | —           | —           |                | Vessels 2.0          |
| 2018 | Starlight                                              | —           | —           | —           |                | Vessels 2.0          |
| 2018 | Love You to Death                                      | —           | —           | —           |                | Vessels 2.0          |
| 2018 | Telepathic                                             | —           | —           | —           |                | Vessels 2.0          |
| 2019 | Manifest                                               | —           | 14          | —           |                | Divisions            |
| 2019 | Where the Skies End                                    | —           | —           | —           |                | Divisions            |
| 2019 | Diving Bell                                            | —           | —           | —           |                | Divisions            |
| 2019 | Stratosphere                                           | —           | —           | —           |                | Divisions            |
| 2020 | Trials                                                 | 11          | 8           | —           |                | Divisions            |
| 2020 | Waking Up                                              | —           | —           | —           |                | Divisions            |
| 2021 | Infected                                               | 21          | 16          | —           |                | Horizons             |
| 2021 | The Breach                                             | 22          | —           | —           |                | Horizons             |
| 2021 | Leaving This World Behind                              | —           | —           | —           |                | Horizons             |
| 2021 | Earthrise                                              | —           | —           | —           |                | Horizons             |
| 2022 | Waiting on the Sky to Change (feat. Breaking Benjamin) | 3           | 2           | 32          |                | /                    |
| 2024 | Brave New World                                        | 9           | —           | —           |                |                      |
| 2024 | Degenerate                                             | 13          | —           | —           |                |                      |
| 2024 | TokSik                                                 | 15          | 19          | —           |                |                      |
| 2024 | Dystopia                                               | 15          | —           | —           |                |                      |
| 2025 | Dark Things                                            | —           | —           | —           |                |                      |

## Videografia

### Video musicali
| Anno | Titolo                         | Regista/i                    |
| ---- | ------------------------------ | ---------------------------- |
| 2014 | My Demons                      | Dustin Bates e Denver Cavins |
| 2014 | Carnivore                      | Ramon Boutviseth             |
| 2015 | Halo                           | Thomas Corbin                |
| 2017 | Monster                        | Punkcity                     |
| 2017 | Back to the Earth              | Mungo Creative Group         |
| 2017 | Telepathic                     | Dustin Bates                 |
| 2017 | Satellite                      | Kyle Cogan                   |
| 2018 | Ricochet                       | Nick Peterson                |
| 2018 | Bringing It Down (Version 2.0) | Brian Cox                    |
| 2019 | Manifest                       | Andrew Donoho                |
| 2019 | Where the Skies End            | Caleb Mallery                |
| 2019 | Diving Bell                    | Caleb Mallery                |
| 2019 | Stratosphere                   | Caleb Mallery                |
| 2020 | Trials                         | Nick Peterson                |
| 2021 | Echo                           | Dan Fusselman                |
| 2021 | The Breach                     | Nick Peterson                |
| 2022 | Symbiotic                      | Spencer Sease                |
| 2022 | Icarus                         | Nick Peterson                |
| 2024 | Brave New World                | Anders Rostad                |
| 2024 | Degenerate                     | George Gallardo Kattah       |
| 2024 | TokSik                         | Christopher Phelps           |
| 2024 | Dystopia                       | Christopher Phelps           |